# Cusago
Cusago is een gemeente in de Italiaanse metropolitane stad Milaan (regio Lombardije) en telt 3343 inwoners (31-12-2004). De oppervlakte bedraagt 11,5 km², de bevolkingsdichtheid is 277 inwoners per km².

## Demografie
Cusago telt ongeveer 1325 huishoudens. Het aantal inwoners steeg in de periode 1991-2001 met 51,4% volgens cijfers uit de tienjaarlijkse volkstellingen van ISTAT.
| Jaar | Inwoneraantal |
| ---- | ------------- |
| 1991 | 2012          |
| 2001 | 3046          |

## Geografie
Cusago grenst aan de volgende gemeenten: Milaan, Cornaredo, Settimo Milanese, Bareggio, Cisliano, Trezzano sul Naviglio, Gaggiano.